# USS West Virginia (BB-48)
O USS West Virginia foi um couraçado operado pela Marinha dos Estados Unidos e a quarta e última embarcação da Classe Colorado, depois do USS Colorado, USS Maryland e USS Washington. Sua construção começou em abril de 1920 nos estaleiros da Newport News Shipbuilding na Virgínia e foi lançado ao mar em novembro do ano seguinte, sendo comissionado na frota norte-americana dezembro de 1923. Era armado com uma bateria principal composta por oito canhões de 406 milímetros montados em quatro torres de artilharia duplas, tinha um deslocamento carregado de pouco mais de 34 mil toneladas e conseguia alcançar uma velocidade máxima de 21 nós (39 quilômetros por hora).
O West Virginia teve primeiros anos de serviço tranquilos e passou as décadas de 1920 e 1930 realizando principalmente exercícios de treinamento de rotina junto com o resto da frota. Ele estava atracado em Pearl Harbor em 7 de dezembro de 1941 quando a base foi atacada pelo Japão, sendo torpedeado e bombardeado várias vezes, afundando na água rasa do porto. O navio pode ser reflutuado, recuperado e amplamente reconstruído entre 1943 e 1944, voltando ao serviço em tempo para participar da Campanha das Filipinas. Ele esteve presente na Batalha do Estreito de Surigao na noite de 24 para 25 de outubro, usando seu radar para encontrar e disparar contra a força japonesa no meio da escuridão.
Ele permaneceu nas Filipinas com o objetivo de dar apoio às tropas travando a Batalha de Leyte no final 1944 e depois na invasão do Golfo de Lingayen no início de 1945. O West Virginia também participou das Batalhas de Iwo Jima e Okinawa, proporcionando suporte de fogo para as forças terrestres invadindo essas ilhas. Durante esta última foi atingido por um kamikaze, mas sofreu poucos danos. O Japão se rendeu em agosto e o couraçado fez parte da força inicial de ocupação e em seguida transportou soldados e marinheiros de volta para casa. O West Virginia foi desativado em 1946 e descomissionado em janeiro de 1947, permanecendo na reserva até ser descartado em 1959 e desmontado.

## Características

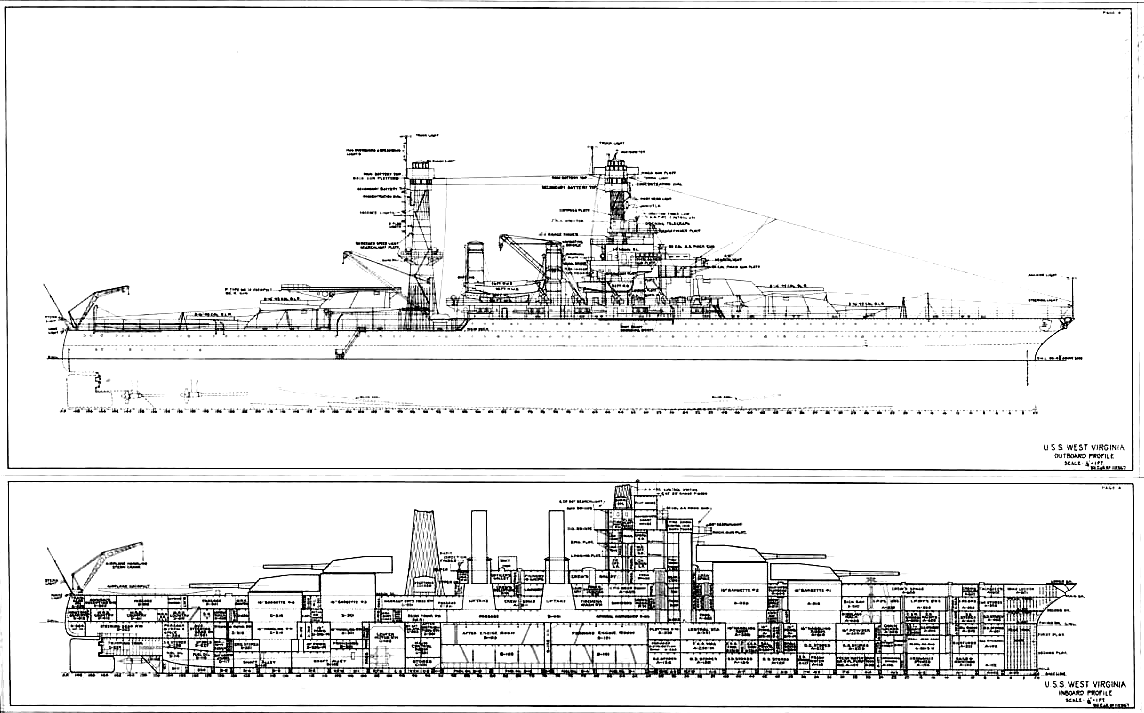
Desenho do West Virginia em 1930

Foram finalizados em 1916 os trabalhos de projeto para a próxima classe de couraçados da Marinha dos Estados Unidos a ser construída a partir de 1917. Esses novos navios eram cópias quase diretas da predecessora Classe Tennessee, com exceção de sua bateria principal, que aumentou de doze canhões de 356 milímetros para oito de 406 milímetros. A Classe Colorado foi a última classe de couraçados norte-americanos no "tipo padrão".
O West Virginia tinha 190,27 metros de comprimento de fora a fora, boca de 29,72 metros e calado de 9,3 metros. Seu deslocamento como projetado era de 33 218 toneladas, enquanto seu deslocamento carregado ficava em 34 130 toneladas. Seu sistema de propulsão consistia em quatro geradores elétricos alimentados por dois turbo-geradores produzidos pela Westinghouse, com o vapor necessário para os turbo-geradores provindo de oito caldeiras Babcock & Wilcox. Esse maquinário podia levar a embarcação a uma velocidade máxima de 21 nós (39 quilômetros por hora) a partir de uma potência indicada de 29,4 mil cavalos-vapor (21,6 mil quilowatts). Sua autonomia normal era de oito mil milhas náuticas (quinze mil quilômetros) a dez nós (dezenove quilômetros por hora), porém espaços adicionais podiam ser usados em tempos de guerra e ampliavam a autonomia para 21,1 mil milhas náuticas (39,1 mil quilômetros) na mesma velocidade. Sua tripulação era composta por 64 oficiais e 1 241 marinheiros.
Sua bateria principal consistia em oito canhões Marco 1 calibre 45 de 406 milímetros montados em quatro torres de artilharia duplas, duas na proa e duas na popa, em ambos os casos com uma torre sobreposta a outra. A bateria secundária tinha dezesseis canhões calibre 51 de 127 milímetros montados em casamatas individuais espalhadas a meia-nau na superestrutura. A bateria antiaérea era composta por oito canhões calibre 50 de 76 milímetros em montagens individuais. Como era costume para navios capitais do período, o couraçado também foi armado com dois tubos de torpedo de 533 milímetros abaixo da linha d'água, um em cada lateral. O cinturão de blindagem principal tinha entre 203 e 343 milímetros de espessura, enquanto o convés blindado principal tinha uma espessura de 89 milímetros. As torres de artilharia eram protegidas por uma frente de 457 milímetros de espessura, ficando em cima de barbetas com 330 milímetros de espessura. A torre de comando era protegida por placas laterais de 406 milímetros.

## História

### Tempos de paz

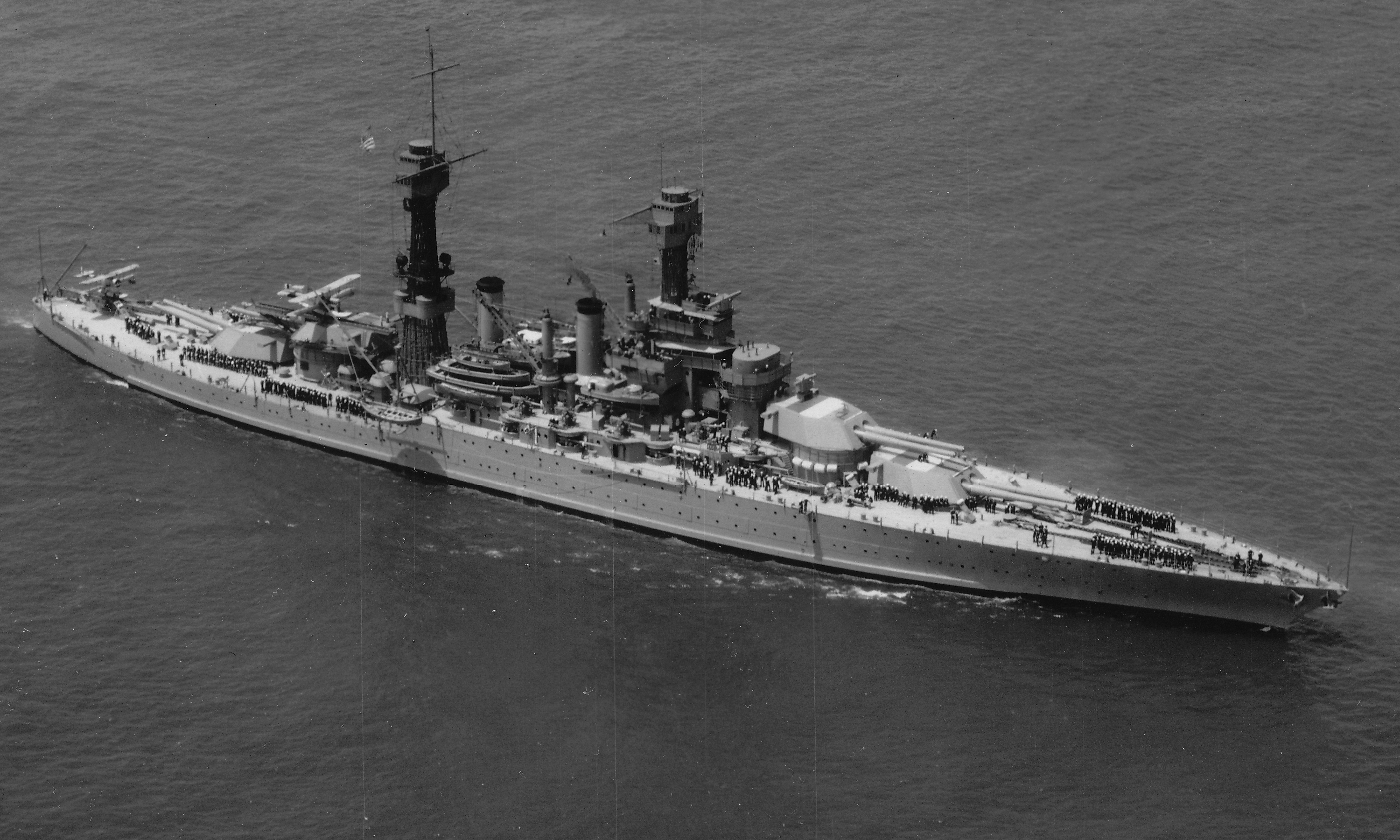
O West Virginia durante uma revista naval em 4 de junho de 1927

O batimento de quilha do West Virginia ocorreu em 12 de abril de 1920 nos estaleiros da Newport News Shipbuilding em Newport News, na Virgínia. Originalmente recebeu a designação "Couraçado Nº 48", porém este sistema foi alterado e ele recebeu o número de casco BB-48 em 17 de julho. Seu casco completo foi lançado ao mar em 17 de novembro de 1921 e batizado por Alice Wright Mann. Foi comissionado na frota norte-americana em 1º de dezembro de 1923. O capitão Thomas J. Senn foi seu primeiro oficial comandante. O West Virginia embarcou para testes marítimos logo depois de entrar em serviço, seguido por um período de manutenção na Newport News. Rumou então para o Estaleiro Naval de Nova Iorque passar por alterações. O navio depois navegou sul para Hampton Roads, porém seu equipamento de direção deu problema no meio do caminho. Passou por reformas a fim de corrigir o problema e partiu novamente em 16 de junho de 1924. Na manhã do mesmo dia, enquanto passava pelo Canal de Lynnhaven, os telégrafos das sala de máquinas e compartimento de direção perderam a energia, deixando o couraçado imanobrável. Senn foi forçado a usar tubos de voz para se comunicar com a sala de máquinas, ordenando que os motores de bombordo operassem em força máxima e os de estibordo fossem parados, tentando assim desviar a embarcação do litoral. O West Virginia acabou encalhando no canal, porém praticamente não foi danificado. Um inquérito sobre o acidente culpou dados de navegação incorretos que exageravam a parte navegável do canal, exonerando Senn e o navegador de qualquer responsabilidade.
O navio se tornou em 30 de outubro a capitânia do Comandando da Divisão de Couraçados da Frota de Batalha. Ele passou a década de 1920 realizando treinamentos de rotina e manobras com a frota, com períodos de manutenção periódicos. O cronograma anual de treinamento culminava nos grandes Problemas de Frota que testavam doutrinas operacionais e estratégicas que provaram-se cruciais para as operações posteriores na Segunda Guerra Mundial. Essas ações ocorriam no Oceano Atlântico e no Oceano Pacífico, ao norte até o Alasca e ao sul até o Panamá. O capitão Arthur Japy Hepburn assumiu com oficial comandante em 1925 e neste mesmo ano os artilheiros do West Virginia conquistaram a primeira posição em uma competição de tiro de curta distância. O couraçado também venceu no mesmo ano a fita de Eficiência em Batalha, reconquistando-a em 1927, 1932 e 1933. A frota realizou manobras conjuntas com o Exército dos Estados Unidos no final de 1925 no Havaí com o objetivo de testar as defesas da ilha, embarcando então em um grande cruzeiro para visitar a Austrália e a Nova Zelândia. O Problema de Frota X foi realizado em março de 1930 e o West Virginia foi "bombardeado" por aeronaves do porta-aviões USS Lexington. O Problema de Frota XI ocorreu no mês seguinte, com a embarcação e o couraçado USS Tennessee acidentalmente atacando o porta-aviões USS Saratoga, um colega membro da chamada "frota preta", tendo-o confundido com o Lexington, que pertencia à "frota azul" inimiga. Este incidente simulado de fogo amigo custou à frota preta seu porta-aviões e levou a pedidos para melhorias na comunicação e maior treinamento na identificação de navios.

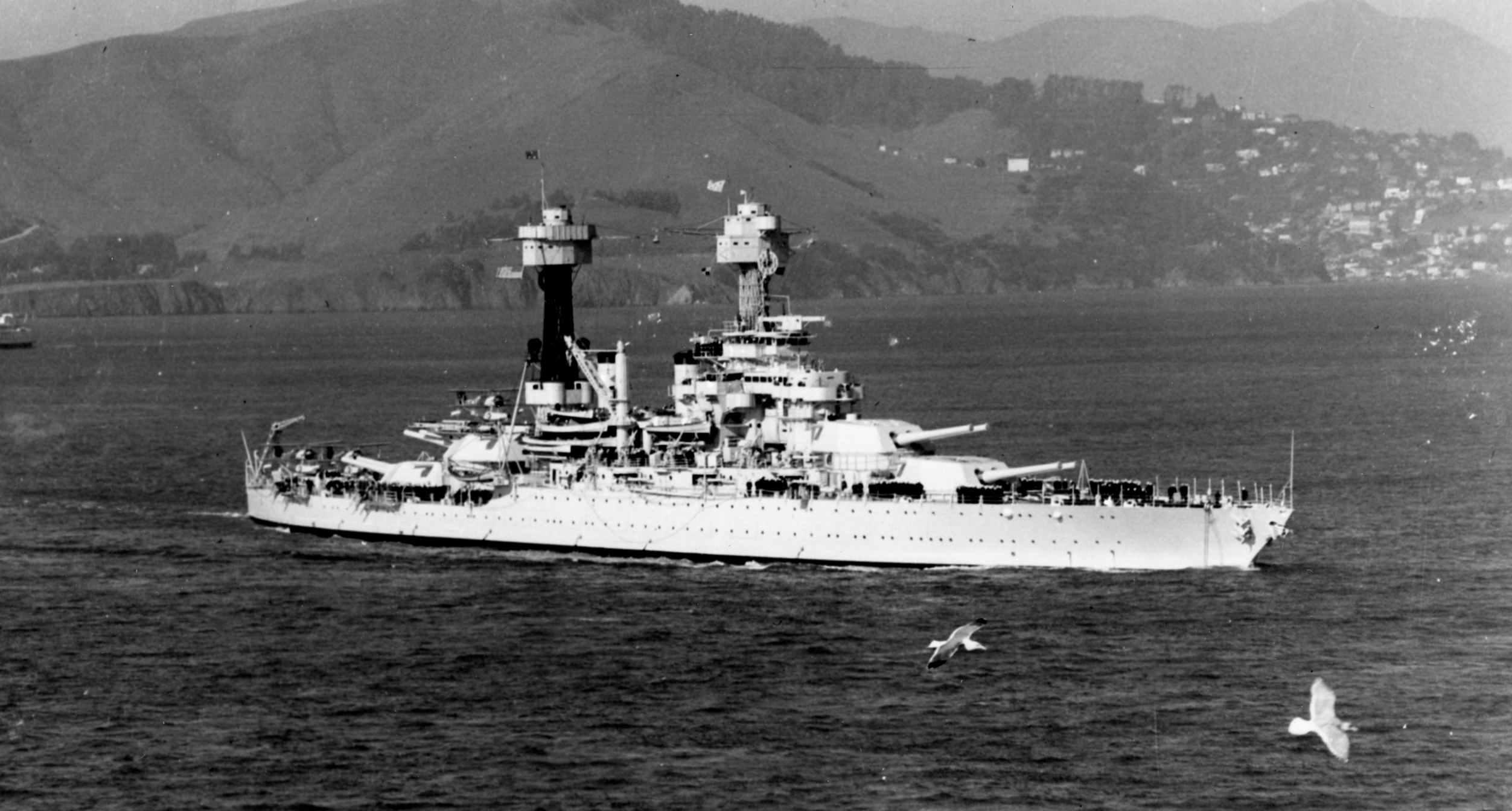
O West Virginia em São Francisco em 1934

A embarcação passou por modificações na década de 1930. Seus canhões de 76 milímetros foram removidos e substituídos por armas calibre 25 de 127 milímetros e metralhadoras calibre .50, instaladas em seus dois mastros. Também foi equipado com uma catapulta de aeronaves em seu tombadilho e outra no topo de sua terceira torre de artilharia. O Problema de Frota XIV ocorreu em fevereiro de 1933 e o West Virginia e o couraçado USS Arizona foram "danificados" em um ataque surpresa de submarinos. Planos para moderniza-lo amplamente surgiram em meados da década de 1930; o Escritório de Construção e Reparo planejou adicionar protuberâncias antitorpedo que teriam restaurado uma quantidade significativa de flutuabilidade ao casco, elevando-o 510 milímetros ao custo de duas mil toneladas de deslocamento. Este trabalho não foi realizado e novos planos para modernizar os couraçados da Classe Colorado e da Classe Tennessee foram considerados em 1937. As modificações propostas incluíam novas caldeiras e equipamentos de controle de disparo, mais as previamente sugeridas protuberâncias. Desenvolvimentos desse programa de modernização em 1938 foram rejeitados por motivos de custo e também porque, mesmo se modernizados, essas embarcações ainda assim seriam inferiores aos novos couraçados das Classes North Carolina e South Dakota, então em construção ou planejamento.
A Segunda Guerra Mundial começou em 1939 e o almirante Ernest King presidiu um conselho a fim de avaliar a situação das defesas antiaéreas dos navios da frota, recomendando a adição de protuberâncias para restaurar a borda livre, a adoção de canhões de duplo-propósito calibre 38 de 127 milímetros e fortalecimento das blindagens de convés. O almirante Harold R. Stark, o Chefe de Operações Navais, decidiu que apenas as protuberâncias seriam instaladas devido à probabilidade de guerra, com o West Virginia estando programado para passar pelas alterações entre 10 de maio e 8 de agosto de 1941, porém estas modificações não foram realizadas. O Problema de Frota XXI, o último pré-guerra, ocorreu em abril de 1940, época em que as tensões com o Japão sobre a Segunda Guerra Sino-Japonesa tinham levado os Estados Unidos a transferir sua frota da Califórnia para Pearl Harbor, no Havaí, a fim de dissuadir os japoneses contra mais agressões. A frota passou 1941 ocupada com grandes treinamentos em preparação para a antecipada guerra contra o Japão, com a situação diplomática piorando muito nos últimos meses do ano. A Marinha dos Estados Unidos procurou durante esse período fortalecer a bateria antiaérea de seus couraçados, porém a produção dos novos canhões de 28 milímetros estava lenta, assim antigos canhões de 127 milímetros foram instalados como uma medida temporária. Onze metralhadoras também foram instaladas no West Virginia nessa época. Seus tripulantes fabricaram em junho um escudo experimental para as armas de 127 milímetros, que deveria ser aplicado nos outros navios. Foi programado que o couraçado receberia seus canhões de 28 milímetros em fevereiro de 1942.

### Segunda Guerra Mundial

#### Pearl Harbor

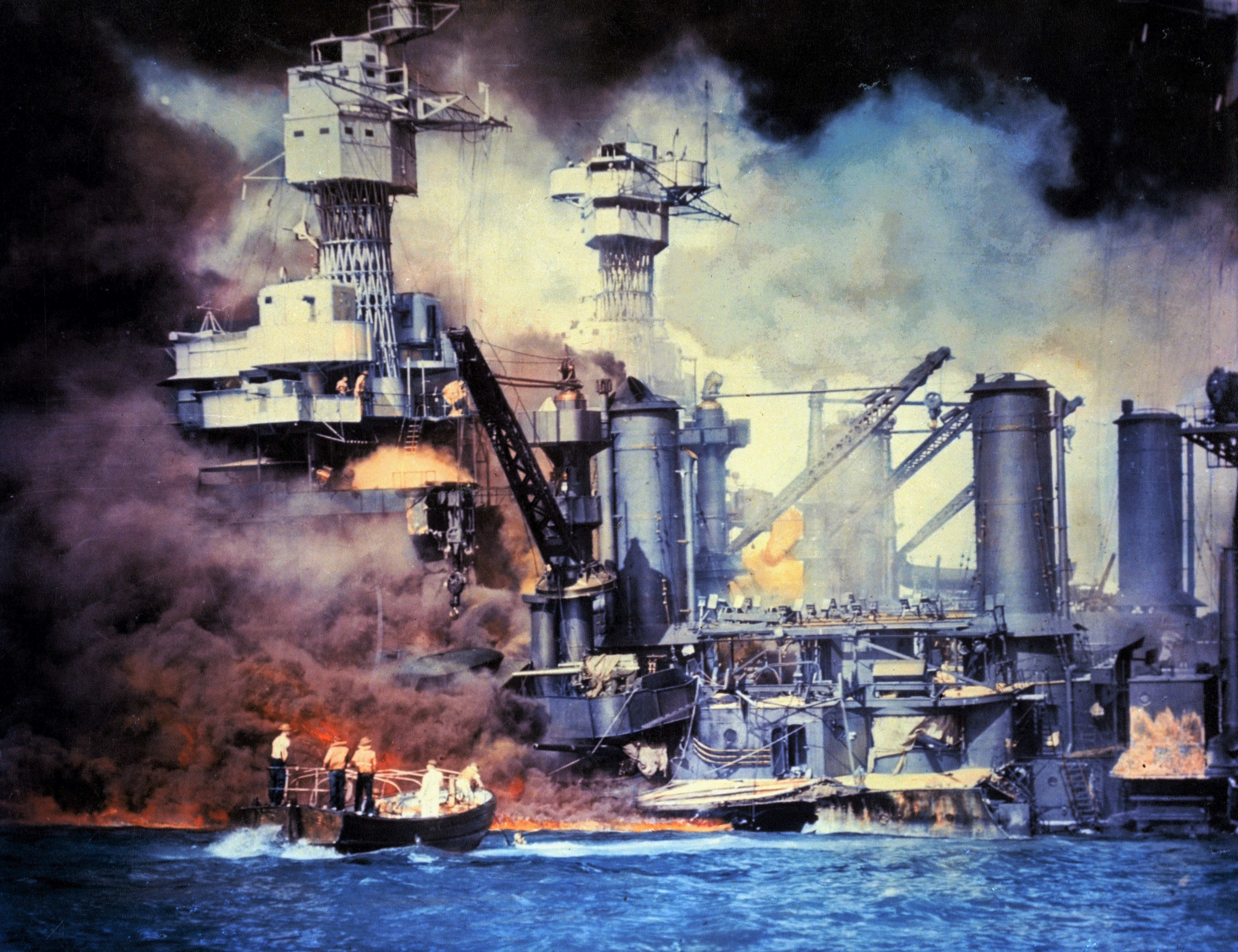
O West Virginia afundado e em chamas em 7 de dezembro de 1941 enquanto uma lancha resgata um sobrevivente; o Tennessee pode ser visto atrás

Os couraçados estavam atracados próximos da Ilha Ford em Pearl Harbor na manhã de 7 de dezembro de 1941, com o West Virginia ao lado do Tennessee. Aeronaves japonesas apareceram pouco antes das 8h00min e iniciaram um ataque surpresa. Torpedeiros acertaram o navio com sete torpedos Tipo 91 a bombordo, enquanto bombardeiros o acertaram com dois projéteis perfurantes de 410 milímetros que tinham sido convertidos em bombas. A primeira bomba acertou a bombordo e penetrou o convés da superestrutura, causando grandes danos às casamatas abaixo. Explosões secundárias das munições armazenadas nas casamatas causaram incêndios sérios no local e na cozinha um convés abaixo. A segunda bomba acertou a parte de trás da terceira torre de artilharia, penetrando-a mas não explodindo. Mesmo assim destruiu um dos canhões, o hidroavião Vought OS2U Kingfisher que estava na catapulta da torre e derrubou um segundo Kingfisher para o convés principal. Este espalhou gasolina que pegou fogo.
Um torpedo acertou a popa e inutilizou o leme, pelo menos três acertaram abaixo do cinturão principal de blindagem e pelo menos um o próprio cinturão, danificando sete placas de blindagem. Estes torpedos abriram dois buracos enormes no casco à meia-nau e mais um torpedo passou por esses buracos depois do navio começar a adernar e explodiu no segundo convés blindado. Os acertos de torpedo causaram enormes danos e o couraçado não emborcou apenas por esforços de controle de danos iniciados prontamente pelo tenente Claude V. Ricketts, então o oficial de controle de disparo assistente. O capitão Mervyn S. Bennion foi mortalmente ferido por estilhaços vindos de um acerto de bomba no Tennessee; ele mesmo assim permaneceu a bordo e ajudou na defesa de seu navio até morrer, ação pela qual recebeu postumamente a Medalha de Honra. Bennion foi carregado para fora da ponte por tripulantes depois de ser ferido, incluindo o atendente de refeitório segunda classe Doris Miller. Este pouco depois recebeu ordens para operar uma arma antiaérea na torre de comando, mesmo nunca tendo sido treinado para tal; Miller posteriormente foi condecorado com a Cruz da Marinha por suas ações. O West Virginia encheu-se de água e afundou lentamente de forma nivelada, com a tripulação sendo evacuada, porém um grupo se voluntariou para retornar e combater os incêndios. Óleo combustível vazando do destruído Arizona engoliu o West Virginia, com as chamas também sendo alimentadas por seu próprio óleo combustível em vazamento. Os incêndios foram apagados só no dia seguinte. Um total de 106 tripulantes foram mortos.

#### Reparos e modernização
Trabalhadores tamparam os buracos e bombearam a água para fora, reflutuando o West Virginia em 17 de maio de 1942. Foi então levado para uma doca em Pearl Harbor em 9 de junho a fim de ser inspecionado. Inicialmente acreditava-se que ele tinha sido atingido por cinco torpedos, porém o sexto impacto foi descoberto durante os consertos e a inspeção revelou o sétimo. Os trabalhadores do estaleiro começaram reparos temporários para que o navio pudesse navegar novamente, descobrindo durante este período os restos mortais de 66 ou setenta tripulantes que tinham ficado presos dentro do couraçado. Alguns desses homens sobreviveram por vários dias em bolhas de ar com rações de emergência e água potável, porém seu oxigênio e suprimentos acabaram muito antes do West Virginia ser reflutuado. O navio partiu para o Estaleiro Naval de Puget Sound em Bremerton, em Washington, para ser completamente reconstruído.
A Marinha dos Estados Unidos começou a considerar quase imediatamente após o ataque até que ponto os couraçados deveriam ser modernizados, com propostas para substituir os mastros de treliça com outras estruturas que poderiam acomodar os pesados equipamentos de radar sendo implementadas nos navios. Como o West Virginia e o USS California tinham sido seriamente danificados e não poderiam retornar ao serviço tão rapidamente como outras embarcações, foi decidido que eles receberiam as protuberâncias que tinham sido originalmente planejadas antes da guerra, o que compensaria a perda de borda livre que ocorreria com a adição de 1,4 mil toneladas de blindagem no convés. Planos também foram elaborados para a instalação de uma bateria de canhões de duplo propósito de 127 milímetros, porém isto foi adiado pelo tempo que levaria para reconstruir o navio. Além disso, o número limitado de docas secas diminuiu o ritmo da reconstrução, com o West Virginia precisando esperar até que o Tennessee e o California fossem reconstruídos.
Os trabalhos alteraram o West Virginia radicalmente. Além das protuberâncias antitorpedo, sua superestrutura foi completamente revisada, com a antiga e pesada torre de comando blindada sendo removida e substituída por uma torre menor que tinha o objetivo de reduzir a interferência nos arcos de fogo dos canhões antiaéreos. A nova torre tinha sido removida de um dos cruzadores rápidos da Classe Brooklyn que tinha sido recentemente reconstruído. O mastro dianteiro foi substituído por um mastro de torre que abrigava a ponte de comando e o diretório da bateria principal, com a segunda chaminé sendo removida e a exaustão de suas caldeiras sendo desviada para a chaminé dianteira alargada. Os armamentos também foram amplamente revisados. Recebeu um radar de varredura aérea e radares de controle de disparo para suas baterias principal e secundária, com esta tendo sido substituída em favor de uma bateria uniforme de dezesseis canhões calibre 38 de 127 milímetros em oito torres duplas. Estas eram controladas por quatro diretórios Marco 37. A bateria antiaérea leve passou a ter quarenta canhões Bofors de 40 milímetros em montagens quádruplas e 43 canhões Oerlikon de 20 milímetros.
O West Virginia estava pronto em julho de 1944 para iniciar seus testes marítimos. Ele embarcou munição em 2 de julho e partiu para os testes próximo de Port Townsend, em Washington, com as avaliações continuando até o dia 12, quando retornou para Puget Sound a fim de passar por reparos. Viajou então até Los Angeles para um cruzeiro de testes e em seguida navegou para o Havaí em 14 de setembro na companhia de dois contratorpedeiros como escolta. Eles chegaram no dia 23, juntando-se à Divisão de Couraçados 4 e ao porta-aviões USS Hancock, partindo para a Ilha Manus nas Ilhas do Almirantado a fim de iniciar as preparações para operações nas Filipinas. As embarcações chegaram em 5 de outubro e no dia seguinte o West Virginia tornou-se a capitânia do contra-almirante Theodore D. Ruddock, o comandante da Divisão de Couraçados 4.

#### Filipinas

##### Leyte

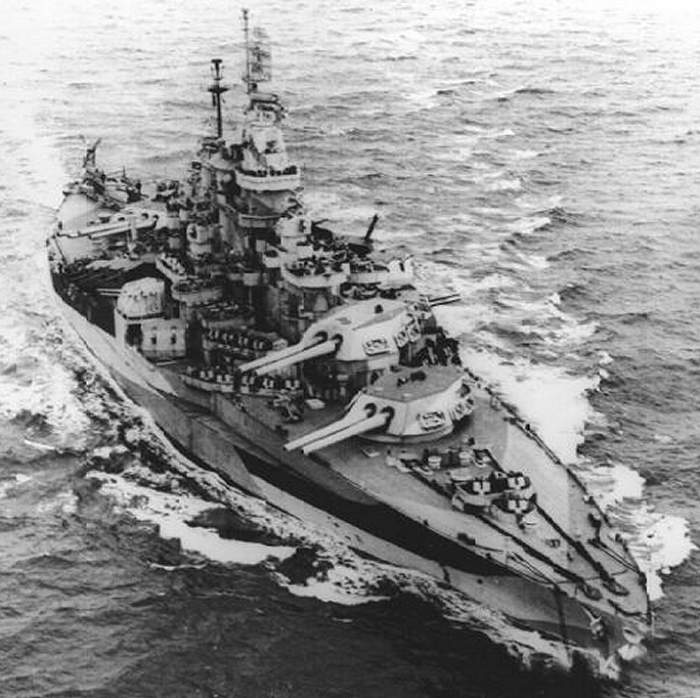
O West Virginia em 1944

A frota norte-americana partiu em 12 de outubro para iniciar a invasão das Filipinas, começando pela ilha de Leyte. O West Virginia foi designado para o Grupo de Tarefas 77.2, a força de bombardeio litorâneo comandada pelo contra-almirante Jesse B. Oldendorf. No mesmo dia, enquanto ainda estavam no caminho, o paravane do California cortou a âncora de uma mina naval, forçando o West Virginia, que navegava atrás, a desviar ao redor; disparos de um contratorpedeiro detonaram a mina em segurança. A frota de invasão chegou na Baía de São Pedro na manhã de 19 de outubro e o Grupo de Tarefas 77.2 moveu-se para sua posição de bombardeio às 7h00min. Eles abriram fogo contra alvos ao redor de Tacloban, bombardeando posições japonesas e proporcionando disparos de cobertura para a Equipe de Demolição Subaquática, encarregada de abrir um caminho pelas minas navais para a invasão. Os navios recuaram à tarde, com o West Virginia tendo disparado ao todo 278 projéteis de sua bateria principal e 1 586 projéteis de suas armas secundárias.
Forças do Sexto Exército desembarcaram na manhã seguinte e o West Virginia permaneceu em posição proporcionando disparos de cobertura. A frota ficou sob ataque aéreo japonês, mas os artilheiros antiaéreos do navio não conseguiram abater uma única aeronave. Ele encalhou rapidamente em 21 de outubro enquanto movia-se para sua posição, danificando três hélices. As lâminas danificadas causaram vibrações que limitaram sua velocidade para dezesseis a dezoito nós (trinta a 33 quilômetros por hora). O couraçado mesmo assim permaneceu na posição pelos dois dias seguintes apoiando a invasão enquanto soldados batalhavam para o interior, proporcionando disparos de suporte e antiaéreo enquanto a frota era atacada repetidas vezes por aviões japoneses. O Grupo de Tarefas 77.2 se afastava das praias todas as noites.

##### Estreito de Surigao
Os desembarques em Leyte levaram à ativação da Operação Shō-Gō 1, a planejada resposta da Marinha Imperial Japonesa para uma invasão das Filipinas. O plano era uma operação complexa com três frotas separadas: a Força Norte sob o vice-almirante Jisaburō Ozawa, a Força Central sob o vice-almirante Takeo Kurita e a Força Sul sob o vice-almirante Shōji Nishimura. A força de Ozawa, com os porta-aviões praticamente sem aeronaves, serviria de chamariz, permitindo que Kurita e Nishimura usassem a distração para atacarem a frota de invasão. A Força Central foi detectada no Estreito de San Bernardino em 24 de outubro, resultando na Batalha do Mar de Sibuyan, em que aeronaves de porta-aviões norte-americanos conseguiram afundar o couraçado Musashi, fazendo Kurita recuar temporariamente. Isto convenceu o almirante William Halsey, o comandante da Terceira Frota, a enviar sua força de porta-aviões para destruir a Força Norte, que nesse momento já tinha sido detectada. Enquanto essas manobras ocorriam, a Força Sul aproximou-se do Estreito de Surigao. Esta consistia nos couraçados Yamashiro e Fusō, no cruzador pesado Mogami e quatro contratorpedeiros, suplementados pela Segunda Força de Ataque do vice-almirante Kiyohide Shima, formada pelos cruzadores pesados Nachi e Ashigara, o cruzador rápido Abukuma e mais quatro contratorpedeiros.

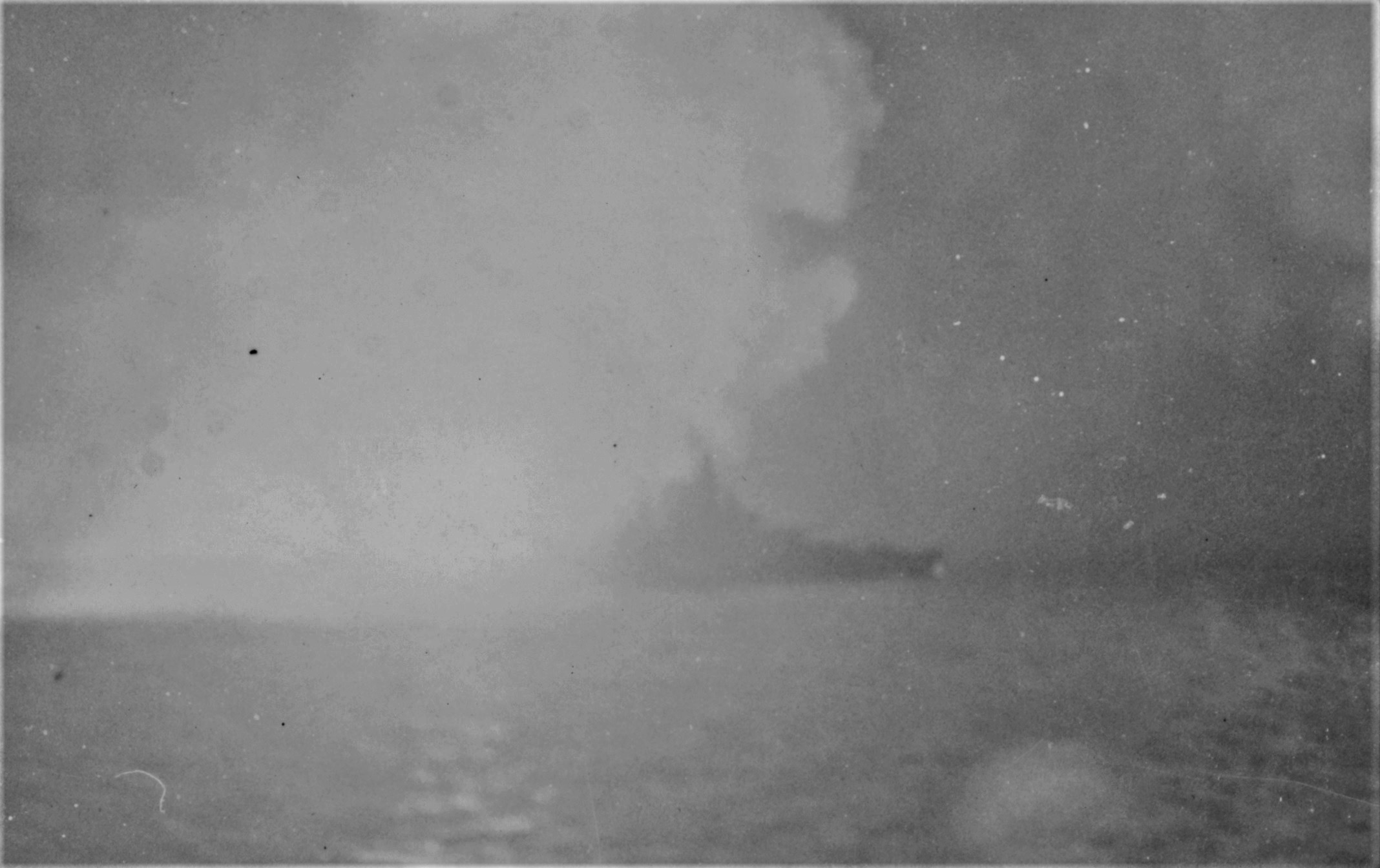
O West Virginia disparando contra navios japoneses na Batalha do Estreito de Surigao em 25 de outubro de 1944

A flotilha de Nishimura entrou no estreito na noite de 24 de outubro e foi atacada por barcos patrulha torpedeiros e contratorpedeiros norte-americanos, iniciando a Batalha do Estreito de Surigao. Um contratorpedeiro torpedeou o Fusō e o inutilizou, porém os outros navios seguiram em frente. O West Virginia navegou na vanguarda da linha de batalha norte-americana. Observadores no Tennessee avistaram os flashes das embarcações menores atacando os japoneses, com seu radar captando os navios inimigos às 3h02min já do dia 25 a uma distância de quarenta quilômetros. O radar do West Virginia captou os inimigos catorze minutos depois, já a uma distância de 38 quilômetros. Oldendorf deu ordem para abrir fogo às 3h51min e o West Virginia abriu fogo uma minuto depois, seguido pelo Tennessee e California, concentrando seus disparos no Yamashiro. Os outros couraçados norte-americanos tiveram dificuldades em localizar os navios devido a seus radares mais antigos e menos confiáveis, segurando seus disparos. O West Virginia provavelmente acertou a ponte do Yamashiro em seu primeiro salvo, porém Nishimura e sua equipe não foram feridos. O Yamashiro foi rapidamente acertado pelas várias embarcações norte-americanas que concentraram seus ataques nele. O couraçado ficou seriamente danificado e em chamas, com os disparos passando então para o Mogami, que também foi acertado várias vezes e danificado.
O Yamashiro e o Mogami, ambos em chamas, viraram para recuar às 4h00min. Oldendorf ordenou pouco depois que seus couraçados fizessem uma virada de 150 graus, com o West Virginia liderando-os no novo curso, que ficava em paralelo com a rota de recuo do Yamashiro. Entretanto, confusão a bordo do California fez com que ele saísse de formação e ficasse na frente dos outros couraçados, forçando-os a cessar fogo a fim de evitar fogo amigo. Relatórios de torpedos japoneses na água fizeram com que as embarcações norte-americanas virassem para o norte às 4h18min para evitá-los. Isto marcou o fim da batalha, pois os navios japoneses restantes recuaram para a escuridão. O West Virginia, no decorrer do confronto, disparou dezesseis salvos de sua bateria principal. A Batalha do Estreito de Surigao foi a última da história travada entre couraçados.

##### Outras ações

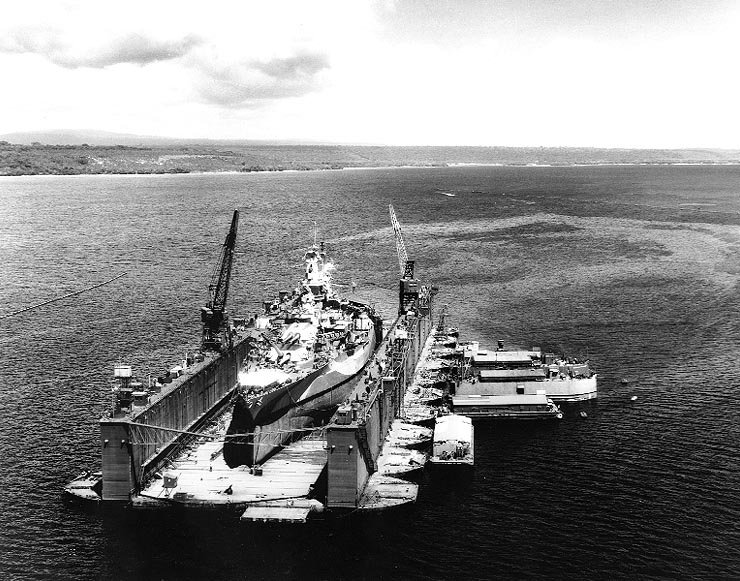
O West Virginia na doca flutuante USS Artisan em 13 de novembro de 1944

O West Virginia, Tennessee e o USS Maryland partiram em 29 de outubro e seguiram para a base avançada em Ulithi. O West Virginia então seguiu para Espírito Santo a fim de passar por reparos em suas hélices; Ruddock transferiu sua capitânia para o Maryland durante esse período. Ao chegar entrou na doca seca flutuante USS Artisan para manutenções, retornando para as Filipinas no final de novembro. O couraçado seguiu primeiro para a Ilha Manus e então para o Golfo de Leyte, onde chegou em 25 de novembro e assumiu patrulhas pela área a fim de defender a frota de ataques aéreos. Um ataque ocorreu dois dias depois, com seus artilheiros abatendo uma aeronave suicida kamikaze às 11h39min. Um dia depois ajudou na destruição de mais kamikazes. Ruddock voltou com sua capitânia para o West Virginia em 30 de novembro e o navio permaneceu na área até 2 de dezembro, quando partiu para Palau a fim de reabastecer. Lá tornou-se a capitânia do Grupo de Tarefas 77.12, a força de bombardeio para a próxima operação nas Filipinas.
A frota passou pelo Golfo de Leyte em 12 de dezembro e seguiu pelo Estreito de Surigao no dia seguinte, entrando no Mar de Sulu para um ataque contra Mindoro na companhia do Grupo de Tarefas 78.3, a força de transporte de invasão. Os navios de transporte recuaram no dia 15 depois dos desembarques e o West Virginia foi encarregado de dar cobertura à retirada. Reabasteceu no Golfo de Leyte e então retornou para Palau, chegando em 19 de dezembro. Ele permaneceu no local até 1º de janeiro de 1945, quando partiu como parte do Grupo de Tarefas 77.2. No mesmo dia o contra-almirante Ingram C. Sowell substituiu Ruddock como o comandante da Divisão de Couraçados 4. A força passou pelo Golfo de Leyte em 3 de janeiro e então navegaram pelo Mar de Sulu, onde foram atacados por aeronaves japonesas no dia seguinte. O porta-aviões de escolta USS Ommaney Bay foi seriamente danificado por kamikazes e depois deliberadamente afundado; contratorpedeiros resgataram a tripulação e alguns sobreviventes foram para o West Virginia.

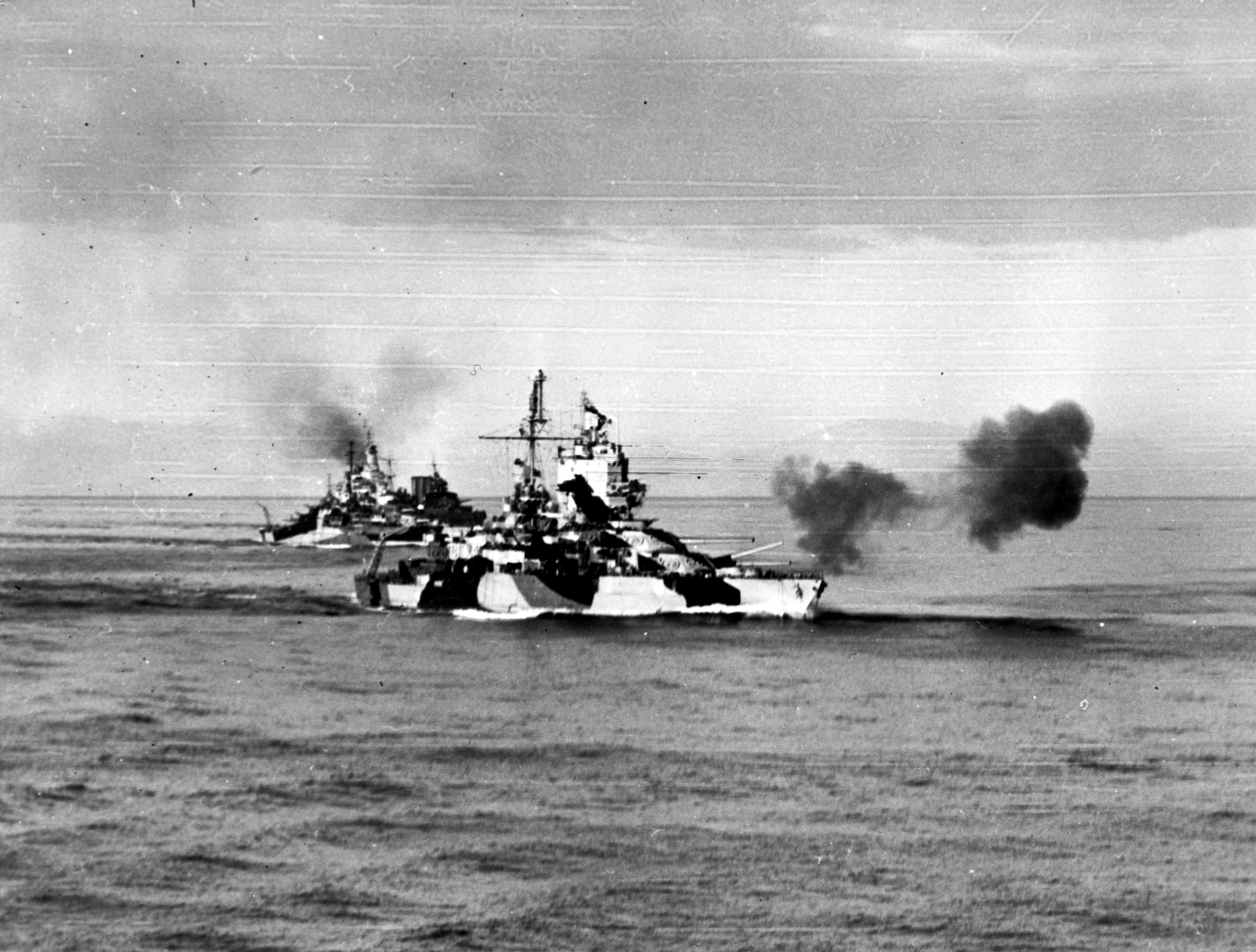
O disparando contra San Fabian em 8 de janeiro de 1945, com o West Virginia e o cruzador pesado australiano HMAS Shropshire atrás

A frota entrou no Mar da China Meridional em 5 de janeiro e em seguida navegaram para o norte em direção do Golfo de Lingayen. Mais ataques aéreos japoneses ocorreram no decorrer do dia e o West Virginia contribuiu com sua bateria antiaérea para a defesa da frota. O couraçado aproximou-se no caminho do Ponto de São Fernando e bombardeou as posições japonesas na área. Várias ondas de kamikazes atacaram a frota e acertaram muitos navios, porém o West Virginia escapou ileso. O draga-minas USS Hovey foi afundado no dia seguinte por um torpedo japonês e o West Virginia resgatou os sobreviventes. O navio bombardeou a cidade de San Fabian na ilha de Luzon, no Golfo de Lingayen, no decorrer de 8 e 9 de janeiro em preparação para a invasão que ocorreu mais tarde no dia 9. Os sobreviventes do Ommaney Bay e Hovey foram transferidos para fora do West Virginia durante aquela tarde.
A embarcação continuou em suporte de fogo em 10 de janeiro, passando a semana seguinte em patrulhas no Golfo de Lingayen para proteger as tropas de invasão. Durante esse período foi chamado para neutralizar posições defensivas japonesas, destruir depósitos de munição e bombardear junções ferroviárias e rodoviárias a fim de neutralizar a capacidade inimiga de reforçar suas posições. O enorme bombardeio do West Virginia e outros navios destruiu San Fabian. No decorrer da operação, o couraçado disparou ao todo 395 projéteis de sua bateria principal e mais de 2,8 mil projéteis de suas armas secundárias. Ele deixou sua posição às 7h07min a fim de dar apoio para tropas lutando em Rosario e Santo Tomas, abrindo fogo às 8h15min. O West Virginia permaneceu na área por vários dias proporcionando suporte de artilharia, voltando para o Golfo de Lingayen em 1º de fevereiro. Os navios do Grupo de Tarefas 77.2 em seguida deram cobertura para transportes carregando suprimentos para as tropas terrestres e enquanto desembarcavam seus carregamentos. O West Virginia partiu de volta para o Golfo de Leyte no dia 10.

#### Iwo Jima
O West Virginia seguiu para Ulithi, chegando em 16 de fevereiro. Lá juntou-se à Quinta Frota e imediatamente começou preparações para um ataque contra a ilha de Iwo Jima. Reabasteceu combustível e suprimentos e ficou pronto para partir às 4h00min da manhã seguinte; o couraçado partiu três horas e meia depois escoltado pelos contratorpedeiros USS Izard e USS McCall. Eles chegaram na ilha três dias depois e o West Virginia juntou-se à Força Tarefa 51, recebendo ordens às 11h25min para juntar-se ao bombardeio que já estava em andamento enquanto as forças terrestres desembarcavam na praia. Ele moveu-se para sua posição designada vinte minutos depois e abriu fogo uma hora depois; os fuzileiros que estavam desembarcando direcionaram os disparos para blocausses, posições de metralhadoras, tanques e outras posições japonesas.
O navio recuou durante à tarde e voltou em 21 de fevereiro, abrindo fogo às 8h00min e permanecendo na posição o dia inteiro. Ele acertou um depósito de munição nesse bombardeio, iniciando várias grandes explosões em cadeia pelas duas horas seguintes. O West Virgnia foi acertado por um pequeno projétil de artilharia próximo da segunda torre de artilharia principal, ferindo um marinheiro. A embarcação permaneceu próxima da ilha pelo resto do mês enquanto os fuzileiros batalhavam para tomar Iwo Jima frente a uma ferrenha defesa japonesa. Ele neutralizou uma bateria de artilharia em 27 de fevereiro que estava disparando contra o contratorpedeiro USS Bryant. O couraçado deixou a área no dia seguinte a fim de reabastecer munição, voltando no mesmo dia e retomando seus deveres de bombardeio. O West Virgnia continuou atirando durante a noite para atormentar as tropas japonesas a prejudicar seus movimentos. Permaneceu no bombardeio por mais três dias, partindo para Ulithi em 4 de março e chegando dois dias depois.

#### Okinawa
O West Virginia foi designado para a Força Tarefa 54 para o próximo grande ataque anfíbio nas Ilhas Ryūkyū. Os navios partiram em 21 de março e chegaram na área da ilha de Okinawa quatro dias depois. O couraçado posicionou-se na sua estação de bombardeamento e começou a disparar contra as planejadas zonas de desembarque. Um único projétil de artilharia japonês caiu a aproximadamente 4,6 quilômetros a bombordo da proa do navio às 10h29min do dia 26; em resposta, o West Virginia disparou 28 projéteis de 406 milímetros. Contra-ataques aéreos japoneses com maior intensidade começaram na manhã seguinte e a embarcação abateu um bombardeiro Yokosuka P1Y. Ele permaneceu próximo da ilha pelos dias seguintes, bombardeando praias de desembarque em preparação para a invasão programada para 1º de abril. O West Virginia recuou antes do ataque começar a fim de reabastecer munição nas Ilhas Kerama, que tinham sido tomadas logo no início da campanha a fim de servir de base avançada para a frota.
O navio voltou para ilha na manhã de 1º de abril para dar apoio aos desembarques. Às 4h045min, enquanto aproximava-se de Okinawa, precisou colocar seus motores em ré a fim de evitar colidir com um contratorpedeiro que inadvertidamente cruzou seu caminho na escuridão. Seus artilheiros antiaéreos avistaram e abateram aeronaves inimigas enquanto ainda estava navegando para sua posição designada. Um grupo de outros quatro aviões japoneses apareceu pouco depois, com um sendo derrubado pelo West Virginia. Ele chegou na sua posição a apenas 820 metros do litoral às 6h30min, começando a bombardear a praia enquanto as embarcações de desembarque lentamente aproximavam-se das praias. O couraçado permaneceu próximo de Okinawa pelo resto do dia, porém as forças de invasão inicialmente encontraram pouca resistência e assim não precisaram imediatamente de suporte de fogo. Entretanto, uma onda de kamikazes apareceu à tarde e um deles conseguiu bater no West Virginia às 19h03min. A aeronave acertou a superestrutura bem na frente do segundo diretório da bateria secundária. A explosão resultante matou quatro tripulantes e feriu outros sete em uma das baterias de canhões de 20 milímetros. O avião também estava carregando uma bomba que penetrou no segundo convés, porém não detonou; o oficial antibombas do navio mais tarde a desarmou.
O West Virginia continuou próximo da ilha durante a noite, disparando projéteis de iluminação a fim de iluminar posições dos fuzileiros e ajudá-los a repelir ataques de infiltração japoneses. Os mortos do ataque kamikaze foram sepultados no mar no dia seguinte e a embarcação retomou seus deveres de bombardeio pouco depois. Seus artilheiros abateram um bombardeiro de mergulho Aichi D3A em 6 de abril. A Marinha Imperial Japonesa lançou um último ataque no dia seguinte com uma pequena esquadra centrada no couraçado Yamato, com o West Virginia sendo enviado para patrulhar o oeste de Okinawa com o objetivo de interceptar quaisquer embarcações japonesas que conseguissem escapar dos ataques aéreos norte-americanos. A maioria dos navios inimigos foi afundada ou fugiu até o dia seguinte. O couraçado então retomou seus deveres de bombardeio e defesa antiaérea. Ele permaneceu no local até 20 de abril, quando partiu para Ulithi, porém foi rapidamente chamado de volta para substituir seu irmão USS Colorado, que tinha sofrido uma explosão acidental enquanto reabastecia munição. O West Virginia brevemente retornou a Okinawa, operando próximo da Praia de Haguchi em apoio ao XXIV Corpo. Foi depois liberado e navegou para Ulithi junto com o cruzador pesado USS San Francisco e o contratorpedeiro de escolta USS Hobson, chegando em 28 de abril.
O navio voltou para Okinawa e retomou os deveres de suporte de artilharia. Ele destruiu uma blocausse japonesa entre 1 e 2 de junho que tinha barrado o avanço norte-americano durante uma série de ataques. Seguiu para o sul no dia 16 para dar apoio ao 1º Regimento de Fuzileiros, com um de seus hidroaviões Kingfisher sendo abatido pelos disparos japoneses. O piloto e o observador conseguiram abandonar a aeronave com vida, mas caíram atrás das linhas inimigas. O West Virginia, o contratorpedeiro USS Putnam e uma embarcação de desembarque de infantaria tentaram suprimir as defesas japonesas na área para que forças terrestres pudessem avançar e resgatar os homens, porém o esforço falhou e os dois foram mortos. O Tennessee transferiu um de seus Kingfisher e o West Virginia continuou a dar suporte para as forças em terra até o final do mês.

#### Fim da guerra

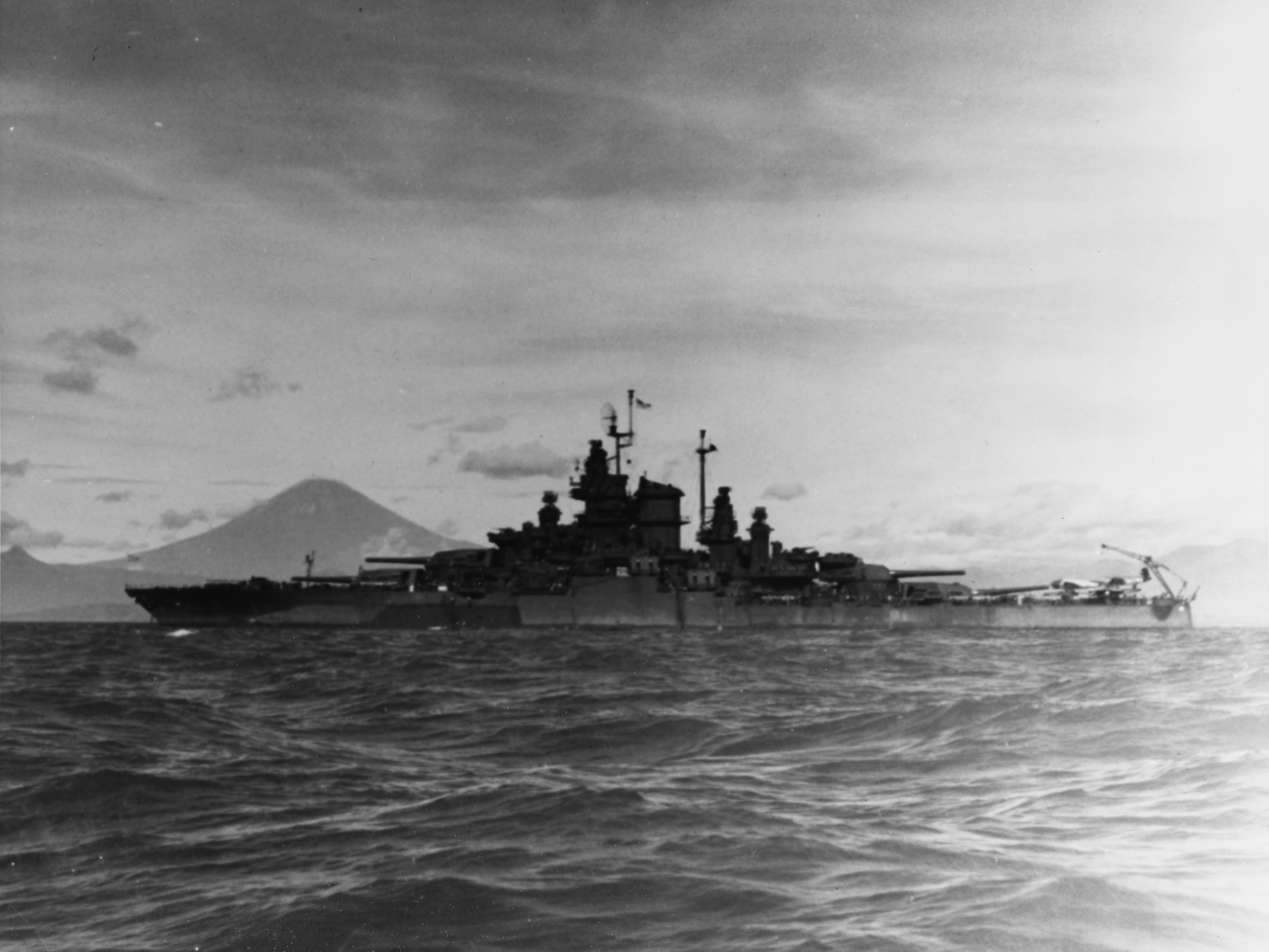
O West Virginia na Baía de Sagami em agosto de 1945 com o Monte Fuji ao fundo

O couraçado deixou Okinawa no final de junho e seguiu para a Baía de São Pedro na companhia do contratorpedeiro de escolta USS Connolly, chegando em 1º de julho. Quatro dias depois recebeu um grupo de tripulantes substitutos, reabasteceu suas munições e iniciou treinamentos em preparação para a planejada Operação Olímpico, a invasão de Kyūshū no arquipélago japonês. Estas operações continuaram por todo mês de julho. O West Virginia partiu de volta para Okinawa em 3 de agosto, chegando na Baía de Nakagusuku em 6 de agosto. Naquele mesmo dia, a primeira bomba atômica foi jogada em Hiroshima, com uma segunda em Nagasaki sendo jogada três dias depois. Rumores começaram a se espalhar pela frota em 10 de agosto que o Japão se renderia, levando a celebrações entre as tripulações dos navios em Okinawa. Entretanto, o couraçado USS Pennsylvania foi torpedeado por um submarino dois dias depois. O West Virginia enviou um bote baleeiro com bombas d'água para ajudar a embarcação danificada.
O japonseses se renderam em 15 de agosto. O West Virginia partiu em 24 de agosto para a Baía de Tóquio como parte do Grupo de Tarefas 35.90, chegando em 31 de agosto. Esteve presente durante a cerimônia formal de rendição em 2 de setembro a bordo do couraçado USS Missouri, com o West Virginia tendo emprestado cinco músicos de sua banda para tocarem durante a cerimônia. A embarcação permaneceu em Tóquio pelas duas semanas seguintes a fim de ajudar nos esforços iniciais de ocupação, embarcando no dia 14 um grupo de 270 passageiros para voltarem aos Estados Unidos. Ele partiu em 20 de setembro com o Grupo de Tarefas 30.4, parando na Baía de Nakagusuku no dia 23 e então navegando para Pearl Harbor, onde chegou em 4 de outubro. Sua tripulação pintou o navio no local e então partiram cinco dias depois para San Diego, na Califórnia, chegando em 22 de outubro. Sowell deixou a embarcação no dia 24. O West Virginia foi condecorado com cinco estrelas de batalha por seu serviço na guerra.

### Pós-guerra
O navio participou da celebração do Dia da Marinha em 27 de outubro, com mais de 25 mil pessoas o visitando. Três dias depois foi para Pearl Harbor a fim de participar da Operação Tapete Mágico, o esforço para repatriar milhares de soldados norte-americanos. O West Virignia embarcou passageiros em Pearl Harbor e os levou de volta para San Diego, fazendo três viagens de ida e volta até o final do ano, chegando pela última vez em San Diego no dia 17 de dezembro. Permaneceu atracado até 4 de janeiro de 1946, quando partiu para Bremerton, onde chegou no dia 12, sendo levado para ser desativado. Foi transferido para Seattle quatro dias depois e atracado ao lado do Colorado. A embarcação foi formalmente descomissionada em 9 de janeiro e designada para a Frota de Reserva do Pacífico, porém os trabalhos para prepará-lo para a reserva continuaram em fevereiro. O West Virginia permaneceu inativado no inventário da marinha até 1º de março de 1959, quando foi removido do registro naval e colocado à venda. Foi vendido em 24 de agosto para a Union Minerals & Alloys Corporation, sendo rebocado para o Todd-Pacific Shipyard em Seattle em 3 de janeiro de 1961 para ser desmontado.
Vários itens do couraçado foram preservados em diversos locais dos Estados Unidos. Um de seus canhões antiaéreos está em exibição no Parque da Cidade em Parkersburg, na Virgínia Ocidental, enquanto seu timão e bitácula estão em exibição no Museu Naval de Hampton Roads em Norfolk, na Virgínia. Estudantes da Universidade da Virgínia Ocidental ajudaram a angariar fundos a fim de preservar o mastro do navio quando ele foi vendido para desmontagem, com o mastro estando hoje no campus da universidade. Seu sino está em exibição no Museu Estadual da Virgínia Ocidental em Charleston. O governador Cecil H. Underwood emitiu uma proclamação em 7 de dezembro de 2000, 59º aniversário do Ataque a Pearl Harbor, nomeando a rodovia Interestadual 470 na Virgínia Ocidental como a Rodovia Memorial USS West Virginia.

### Citações
1. ↑   Friedman 1985, p. 137
2. 1 2 3   Friedman 1986, p. 118
3. 1 2   Friedman 1985, p. 445
4. 1 2 3 4 5 6 7 8 9 10 11 12 13 14 15 16 17 18 19 20 21 22 23 24 25 26 27 28   «West Virginia II (BB-48)». Dictionary of American Naval Fighting Ships. Naval History and Heritage Command. Consultado em 21 de janeiro de 2023
5. ↑   Nofi 2010, pp. 124, 133–134
6. ↑   Nofi 2010, p. 169
7. 1 2   Friedman 1985, p. 207
8. ↑   Friedman 1985, pp. 354–355
9. ↑   Wallin 1968, p. 233
10. ↑   Wallin 1968, pp. 233–234
11. ↑   Rohwer 2005, p. 122
12. ↑   Cressman 2016, p. 29
13. ↑   Hone 1977, p. 56
14. ↑   Johnson, Shauna (3 de dezembro de 2016). «USS West Virginia the focus of new Culture Center exhibit opening for 75th Pearl Harbor anniversary». MetroNews. Consultado em 22 de janeiro de 2023
15. ↑   Wallin 1968, p. 238
16. ↑   Friedman 1985, pp. 357–358, 375
17. ↑   Friedman 1980, p. 92
18. ↑   Rohwer 2005, p. 366
19. ↑   Wilmott 2015, p. 47
20. ↑   Wilmott 2015, pp. 73–74, 110–123
21. ↑   Tully 2009, pp. 24–28
22. ↑   Tully 2009, p. 152
23. ↑   Tully 2009, pp. 194–196, 201–202
24. ↑   Tully 2009, pp. 208–210
25. ↑   Rohwer 2005, pp. 375–376
26. ↑   Rohwer 2005, p. 404
27. ↑   «The U. S. S. West Virginia». West Virginia Departmeint of Arts, Culture, and History. Consultado em 23 de janeiro de 2023. Arquivado do original em 23 de maio de 2020
28. ↑   Martin 1997, p. 34
29. ↑   Wiles, Sunshine (3 de dezembro de 2016). «History of USS West Virginia recounted for 75th anniversary of Pearl Harbor attack». MetroNews. Consultado em 23 de janeiro de 2023
30. ↑   «Veterans lead remembrances of Pearl Harbor: Interstate named to commemorate USS West Virginia». Associated Press. Charleston Daily Mail. 8 de dezembro de 2000